# Capitán regente
El Gran Consejo General de la Serenísima República de San Marino (parlamento) elige, cada seis meses, a dos capitanes regentes (en italiano capitani reggenti) para realizar las funciones de jefes de Estado.
Durante ese tiempo ejercerán el cargo colegiadamente. Las tomas de posesión de los capitanes regentes tiene lugar el 1 de abril y el 1 de octubre. Los regentes son designados por partidos políticos adversarios y ocupan el puesto durante seis meses sin posibilidad de reelección inmediata.
Como jefes de Estado, son un órgano de garantía constitucional, representan la unidad nacional y presiden y supervisan las actividades de todos los demás órganos políticos de la República. Esta diarquía (dos jefes de Estado en vez de uno) proviene de la tradición de la República romana, donde había dos cónsules.

## Historia
Inicialmente, los regentes tenían a cargo la administración de justicia, pero a lo largo de los años fueron ganando poder en el ámbito administrativo, junto con el Consejo Grande y General. Los primeros capitanes regentes, Oddone Scarito y Filippo da Sterpeto, fueron elegidos el 12 de diciembre de 1243 bajo el título de cónsules, como los magistrados de la época romana.
A finales del siglo XIII, el nombre de los cargos comenzó a cambiar: uno tomaba el título de "capitán" y el otro de "defensor". En 1317, los títulos eran "capitán" y "rector". Normalmente, uno de los dos pertenecía a la clase alta, para garantizar que tuviera suficiente capacidad para gobernar, mientras que el otro era ostentado por una persona de clase baja.
En 1972 se aprobó una ley que abolió todas las restricciones que impedían que las mujeres pudieran asumir un cargo político. La primera mujer elegida capitana regente fue Maria Lea Pedini-Angeli, en abril de 1981. La primera vez que los dos cargos fueron ocupados por mujeres fue el 1 de abril de 2017, con Vanessa D'Ambrosio y Mimma Zavoli.

## Elección
El Gran Consejo General elige a los capitanes regentes cada seis meses y normalmente son elegidos diputados de diferentes partidos, con el fin de asegurar una función de control recíproco. Es elegida la pareja que obtiene la mayoría absoluta de los votos. Hay una segunda vuelta en el caso de que ninguna pareja obtenga la mayoría absoluta. El proceso electoral está regulado por una ley de 1945, basada en estatutos del siglo XVII. El resultado de la votación se anuncia desde el balcón del Palazzo Pubblico.

### Eligibilidad
Los requisitos para asumir el cargo de regente son:
1. Ser miembro del Gran Consejo General
2. Ser mayor de 25 años
3. Poseer ciudadanía original de San Marino (obtenida desde el nacimiento)
4. No haber ocupado el mismo cargo en los 3 años anteriores (se puede elegir varias veces).

## Funciones
El título de capitán regente se puede considerar el más alto de la República de San Marino. Los dos capitanes regentes ejercen la jefatura del Estado de forma colegiada, con capacidad de veto recíproca. El tratamiento honorífico es el de Excelencia.
El poder de los capitanes regentes es simbólico, ya que su tarea principal es la de representar al país y garantizar el orden constitucional. También supervisan al Gran Consejo General(parlamento), al Congreso de Estado (gobierno) y al Consejo de los XII, pero sin derecho a voto. Son los encargados de disolver el parlamento al final de la legislatura y de promulgar y ordenar la publicación de las leyes aprobadas.

## Sindicato de la Regencia
Durante sus mandatos, los capitanes regentes no pueden ser encausados. Desde el final del mandato hasta quince días después, cualquier ciudadano con derecho a voto puede presentar sus quejas y denuncias sobre la actividad del gobierno. Cualquier juicio iniciado sobre los exregentes se lleva a cabo por el Sindicato de la Regencia (Sindicato della Reggenza) y son juzgados sobre la base de "qué han hecho y qué no" durante el mandato. Este procedimiento fue establecido en 1499.

## Capitanes regentes de San Marino (1900-presente)
| Año  | Semestre | Capitanes regentes                                                                                 | Capitanes regentes                                                                                 |
| ---- | -------- | -------------------------------------------------------------------------------------------------- | -------------------------------------------------------------------------------------------------- |
| 1900 | Abril    | Domenico Fattori                                                                                   | Antonio Righi                                                                                      |
| 1900 | Octubre  | Giovanni Bonelli                                                                                   | Pietro Ugolini                                                                                     |
| 1901 | Abril    | Luigi Tonnini                                                                                      | Marino Nicolini                                                                                    |
| 1901 | Octubre  | Antonio Bellucci                                                                                   | Pasquale Busignani                                                                                 |
| 1902 | Abril    | Onofrio Fattori                                                                                    | Egidio Ceccoli                                                                                     |
| 1902 | Octubre  | Gemino Gozi                                                                                        | Giacomo Marcucci                                                                                   |
| 1903 | Abril    | Federico Gozi                                                                                      | Nullo Balducci                                                                                     |
| 1903 | Octubre  | Marino Borbiconi                                                                                   | Francesco Marcucci                                                                                 |
| 1904 | Abril    | Menetto Bonelli                                                                                    | Vincenzo Mularoni                                                                                  |
| 1904 | Octubre  | Luigi Tonnini                                                                                      | Gustavo Babboni                                                                                    |
| 1905 | Abril    | Antonio Bellucci                                                                                   | Pasquale Busignani                                                                                 |
| 1905 | Octubre  | Onofrio Fattori                                                                                    | Piermatteo Carattoni                                                                               |
| 1906 | Abril    | Giovanni Belluzzi                                                                                  | Pietro Francini                                                                                    |
| 1906 | Octubre  | Alfredo Reffi                                                                                      | Giovanni Arzilli                                                                                   |
| 1907 | Abril    | Ciro Belluzzi                                                                                      | Francesco Pasquali                                                                                 |
| 1907 | Octubre  | Giuseppe Angeli                                                                                    | Francesco Valli                                                                                    |
| 1908 | Abril    | Menetto Bonelli                                                                                    | Gustavo Babboni                                                                                    |
| 1908 | Octubre  | Olinto Amati                                                                                       | Raffaele Michetti                                                                                  |
| 1909 | Abril    | Luigi Tonnini                                                                                      | Domenico Suzzi Valli                                                                               |
| 1909 | Octubre  | Marino Borbiconi                                                                                   | Giacomo Marcucci                                                                                   |
| 1910 | Abril    | Alfredo Reffi                                                                                      | Giovanni Arzilli                                                                                   |
| 1910 | Octubre  | Giovanni Belluzzi                                                                                  | Luigi Lonfernini                                                                                   |
| 1911 | Abril    | Moro Morri                                                                                         | Cesare Stacchini                                                                                   |
| 1911 | Octubre  | Onofrio Fattori                                                                                    | Angelo Manzoni Borghesi                                                                            |
| 1912 | Abril    | Gustavo Babboni                                                                                    | Francesco Pasquali                                                                                 |
| 1912 | Octubre  | Menetto Bonelli                                                                                    | Vincenzo Marcucci                                                                                  |
| 1913 | Abril    | Giuseppe Angeli                                                                                    | Ignazio Grazia                                                                                     |
| 1913 | Octubre  | Cirro Belluzzi                                                                                     | Domenico Suzzi Valli                                                                               |
| 1914 | Abril    | Domenico Fattori                                                                                   | Ferruccio Martelli                                                                                 |
| 1914 | Octubre  | Olinto Amati                                                                                       | Cesare Stacchini                                                                                   |
| 1915 | Abril    | Moro Morri                                                                                         | Antonio Burgagni                                                                                   |
| 1915 | Octubre  | Alfredo Reffi                                                                                      | Luigi Lonfernini                                                                                   |
| 1916 | Abril    | Onofrio Fattori                                                                                    | Ciro Francini                                                                                      |
| 1916 | Octubre  | Gustavo Babboni                                                                                    | Giovanni Arzilli                                                                                   |
| 1917 | Abril    | Egisto Morri                                                                                       | Vincenzo Marcucci                                                                                  |
| 1917 | Octubre  | Angelo Manzoni Borghesi                                                                            | Giuseppe Balducci                                                                                  |
| 1918 | Abril    | Ferruccio Martelli                                                                                 | Ermenegildo Mularoni                                                                               |
| 1918 | Octubre  | Protogene Belloni                                                                                  | Francesco Morri                                                                                    |
| 1919 | Abril    | Domenico Vicini                                                                                    | Pietro Suzzi Valli                                                                                 |
| 1919 | Octubre  | Moro Morri                                                                                         | Francesco Pasquali                                                                                 |
| 1920 | Abril    | Marino Rossi                                                                                       | Ciro Francini                                                                                      |
| 1920 | Dec. 5   | Carlo Balsimelli                                                                                   | Simone Michelotti                                                                                  |
| 1921 | Abril    | Marino Della Balda                                                                                 | Vincenzo Francini                                                                                  |
| 1921 | Octubre  | Egisto Morri                                                                                       | Giuseppe Lanci                                                                                     |
| 1922 | Abril    | Eugenio Reffi                                                                                      | Giovanni Arzilli                                                                                   |
| 1922 | Octubre  | Onofrio Fattori                                                                                    | Giuseppe Balducci                                                                                  |
| 1923 | Abril    | Giuliano Gozi                                                                                      | Filippo Mularoni                                                                                   |
| 1923 | Octubre  | Marino Borbiconi                                                                                   | Mario Michetti                                                                                     |
| 1924 | Abril    | Angelo Manzoni Borghesi                                                                            | Francesco Mularoni                                                                                 |
| 1924 | Octubre  | Francesco Morri                                                                                    | Girolamo Gozi                                                                                      |
| 1925 | Abril    | Marino Fattori                                                                                     | Augusto Mularoni                                                                                   |
| 1925 | Octubre  | Valerio Pasquali                                                                                   | Marco Marcucci                                                                                     |
| 1926 | Abril    | Manlio Gozi                                                                                        | Giuseppe Mularoni                                                                                  |
| 1926 | Octubre  | Giuliano Gozi                                                                                      | Ruggero Morri                                                                                      |
| 1927 | Abril    | Gino Gozi                                                                                          | Marino Morri                                                                                       |
| 1927 | Octubre  | Marino Rossi                                                                                       | Nelson Burgagni                                                                                    |
| 1928 | Abril    | Domenico Suzzi Valli                                                                               | Francesco Pasquali                                                                                 |
| 1928 | Octubre  | Francesco Morri                                                                                    | Melchiorre Filippi                                                                                 |
| 1929 | Abril    | Girolamo Gozi                                                                                      | Filippo Mularoni                                                                                   |
| 1929 | Octubre  | Ezio Balducci                                                                                      | Aldo Busignani                                                                                     |
| 1930 | Abril    | Manlio Gozi                                                                                        | Marino Lonfernini (falleció el 10 de septiembre) Turiddu Foschi (desde el 16 de septiembre)        |
| 1930 | Octubre  | Valerio Pasquali                                                                                   | Gino Ceccoli                                                                                       |
| 1931 | Abril    | Angelo Manzoni Borghesi                                                                            | Francesco Mularoni                                                                                 |
| 1931 | Octubre  | Domenico Suzzi Valli                                                                               | Marino Morri                                                                                       |
| 1932 | Abril    | Giuliano Gozi                                                                                      | Pompeo Righi                                                                                       |
| 1932 | Octubre  | Gino Gozi                                                                                          | Ruggero Morri                                                                                      |
| 1933 | Abril    | Francesco Morri                                                                                    | Settimio Belluzzi                                                                                  |
| 1933 | Octubre  | Carlo Balsimelli                                                                                   | Melchiorre Filippi                                                                                 |
| 1934 | Abril    | Marino Rossi                                                                                       | Giovanni Lonfernini                                                                                |
| 1934 | Octubre  | Angelo Manzoni Borghesi                                                                            | Marino Michelotti                                                                                  |
| 1935 | Abril    | Federico Gozi                                                                                      | Salvatore Foschi                                                                                   |
| 1935 | Octubre  | Pompeo Righi                                                                                       | Marino Morri                                                                                       |
| 1936 | Abril    | Gino Gozi                                                                                          | Ruggero Morri                                                                                      |
| 1936 | Octubre  | Francesco Morri                                                                                    | Gino Ceccoli                                                                                       |
| 1937 | Abril    | Giuliano Gozi                                                                                      | Settimio Belluzzi                                                                                  |
| 1937 | Octubre  | Marino Rossi                                                                                       | Giovanni Lonfernini                                                                                |
| 1938 | Abril    | Manlio Gozi                                                                                        | Luigi Mularoni                                                                                     |
| 1938 | Octubre  | Carlo Balsimelli                                                                                   | Celio Gozi                                                                                         |
| 1939 | Abril    | Pompeo Righi                                                                                       | Marino Morri                                                                                       |
| 1939 | Octubre  | Marino Michelotti                                                                                  | Orlando Reffi                                                                                      |
| 1940 | Abril    | Angelo Manzoni Borghesi                                                                            | Filippo Mularoni                                                                                   |
| 1940 | Octubre  | Federico Gozi                                                                                      | Salvatore Foschi                                                                                   |
| 1941 | Abril    | Gino Gozi                                                                                          | Secondo Menicucci                                                                                  |
| 1941 | Octubre  | Giuliano Gozi                                                                                      | Giovanni Lonfernini                                                                                |
| 1942 | Abril    | Settimio Belluzzi                                                                                  | Celio Gozi                                                                                         |
| 1942 | Octubre  | Carlo Balsimelli                                                                                   | Renato Martelli                                                                                    |
| 1943 | Abril    | Marino Michelotti                                                                                  | Bartolomeo Manzoni Borghesi                                                                        |
| 1943 | Octubre  | Marino Della Balda                                                                                 | Sante Lonfernini                                                                                   |
| 1944 | Abril    | Francesco Balsimelli                                                                               | Sanzio Valentini                                                                                   |
| 1944 | Octubre  | Teodoro Lonfernini                                                                                 | Leonida Suzzi Valli                                                                                |
| 1945 | Abril    | Álvaro Casali                                                                                      | Vittorio Valentini                                                                                 |
| 1945 | Octubre  | Ferruccio Martelli                                                                                 | Secondo Fiorini                                                                                    |
| 1946 | Abril    | Giuseppe Forcellini                                                                                | Vincenzo Pedini                                                                                    |
| 1946 | Octubre  | Filippo Martelli                                                                                   | Luigi Montironi                                                                                    |
| 1947 | Abril    | Marino Della Balda                                                                                 | Luigi Zafferani                                                                                    |
| 1947 | Octubre  | Domenico Forcellini                                                                                | Mariano Ceccoli                                                                                    |
| 1948 | Abril    | Arnaldo Para                                                                                       | Giuseppe Renzi                                                                                     |
| 1948 | Octubre  | Giordano Giacomini                                                                                 | Domenico Tomassoni                                                                                 |
| 1949 | Abril    | Ferruccio Martelli                                                                                 | Primo Bugli                                                                                        |
| 1949 | Octubre  | Vincenzo Pedini                                                                                    | Agostino Biordi                                                                                    |
| 1950 | Abril    | Giuseppe Forcellini                                                                                | Primo Taddei                                                                                       |
| 1950 | Octubre  | Marino Della Balda                                                                                 | Luigi Montironi                                                                                    |
| 1951 | Abril    | Álvaro Casali                                                                                      | Romolo Giacomini                                                                                   |
| 1951 | Octubre  | Domenico Forcellini                                                                                | Giovanni Terenzi                                                                                   |
| 1952 | Abril    | Domenico Morganti                                                                                  | Mariano Ceccoli                                                                                    |
| 1952 | Octubre  | Arnaldo Para                                                                                       | Eugenio Bernardini                                                                                 |
| 1953 | Abril    | Vincenzo Pedini                                                                                    | Alberto Reffi                                                                                      |
| 1953 | Octubre  | Giordano Giacomini                                                                                 | Giuseppe Renzi                                                                                     |
| 1954 | Abril    | Giuseppe Forcellini                                                                                | Secondo Fiorini                                                                                    |
| 1954 | Octubre  | Agostino Giacomini                                                                                 | Luigi Montironi                                                                                    |
| 1955 | Abril    | Domenico Forcellini                                                                                | Vittorio Meloni                                                                                    |
| 1955 | Octubre  | Primo Bugli                                                                                        | Giuseppe Maiani                                                                                    |
| 1956 | Abril    | Mario Nanni                                                                                        | Enrico Andreoli                                                                                    |
| 1956 | Octubre  | Mariano Ceccoli                                                                                    | Eugenio Bernardini                                                                                 |
| 1957 | Abril    | Giordano Giacomini                                                                                 | Primo Marani                                                                                       |
| 1957 | Oct. 10  | Gobierno provisional: Federico Bigi, Álvaro Casali, Pietro Giancecchi, Zaccaria Giovanni Savoretti | Gobierno provisional: Federico Bigi, Álvaro Casali, Pietro Giancecchi, Zaccaria Giovanni Savoretti |
| 1957 | 27/10    | Marino Valdes Franciosi                                                                            | Federico Micheloni                                                                                 |
| 1958 | Abril    | Zaccaria Giovanni Savoretti                                                                        | Stelio Montironi                                                                                   |
| 1958 | Octubre  | Domenico Forcellini                                                                                | Pietro Reffi                                                                                       |
| 1959 | Abril    | Marino Benedetto Belluzzi                                                                          | Agostino Biordi                                                                                    |
| 1959 | Octubre  | Giuseppe Forcellini                                                                                | Ferruccio Piva                                                                                     |
| 1960 | Abril    | Álvaro Casali                                                                                      | Gino Vannucci                                                                                      |
| 1960 | Octubre  | Eugenio Reffi                                                                                      | Pietro Giancecchi                                                                                  |
| 1961 | Abril    | Federico Micheloni                                                                                 | Giancarlo Ghironzi                                                                                 |
| 1961 | Octubre  | Giovanni Vito Marcucci                                                                             | Pio Galassi                                                                                        |
| 1962 | Abril    | Domenico Forcellini                                                                                | Francesco Valli                                                                                    |
| 1962 | Octubre  | Antonio Maria Morganti                                                                             | Agostino Biordi                                                                                    |
| 1963 | Abril    | Leonida Suzzi Valli                                                                                | Stelio Montironi                                                                                   |
| 1963 | Octubre  | Giovan Luigi Franciosi                                                                             | Domenico Bollini                                                                                   |
| 1964 | Abril    | Marino Benedetto Belluzzi                                                                          | Eusebio Reffi                                                                                      |
| 1964 | Octubre  | Giuseppe Micheloni                                                                                 | Pier Marino Mularoni                                                                               |
| 1965 | Abril    | Ferruccio Piva                                                                                     | Federico Carattoni                                                                                 |
| 1965 | Octubre  | Álvaro Casali                                                                                      | Pietro Reffi                                                                                       |
| 1966 | Abril    | Francesco Valli                                                                                    | Emilio Della Balda                                                                                 |
| 1966 | Octubre  | Giovanni Vito Marcucci                                                                             | Francesco Maria Francini                                                                           |
| 1967 | Abril    | Vittorio Rossini                                                                                   | Alberto Lonfernini                                                                                 |
| 1967 | Octubre  | Domenico Forcellini                                                                                | Romano Michelotti                                                                                  |
| 1968 | Abril    | Marino Benedetto Belluzzi                                                                          | Dante Rossi                                                                                        |
| 1968 | Octubre  | Pietro Giancecchi                                                                                  | Aldo Zavoli                                                                                        |
| 1969 | Abril    | Ferruccio Piva                                                                                     | Stelio Montironi                                                                                   |
| 1969 | Octubre  | Álvaro Casali                                                                                      | Giancarlo Ghironzi                                                                                 |
| 1970 | Abril    | Francesco Valli                                                                                    | Eusebio Reffi                                                                                      |
| 1970 | Octubre  | Simone Rossini                                                                                     | Giuseppe Lonfernini                                                                                |
| 1971 | Abril    | Luigi Lonfernini                                                                                   | Attilio Montanari                                                                                  |
| 1971 | Octubre  | Federico Carattoni                                                                                 | Marino Vagnetti                                                                                    |
| 1972 | Abril    | Marino Benedetto Belluzzi                                                                          | Giuseppe Micheloni                                                                                 |
| 1972 | Octubre  | Rosolino Martelli                                                                                  | Bruno Casali                                                                                       |
| 1973 | Abril    | Francesco Maria Francini                                                                           | Primo Bugli                                                                                        |
| 1973 | Octubre  | Antonio Lazzaro Volpinari                                                                          | Giovan Luigi Franciosi                                                                             |
| 1974 | Abril    | Ferruccio Piva                                                                                     | Giordano Bruno Reffi                                                                               |
| 1974 | Octubre  | Francesco Valli                                                                                    | Enrico Andreoli                                                                                    |
| 1975 | Abril    | Alberto Cecchetti                                                                                  | Michele Righi                                                                                      |
| 1975 | Octubre  | Giovanni Vito Marcucci                                                                             | Giuseppe Della Balda                                                                               |
| 1976 | Abril    | Clelio Galassi                                                                                     | Marino Venturini                                                                                   |
| 1976 | Octubre  | Primo Bugli                                                                                        | Virgilio Cardelli                                                                                  |
| 1977 | Abril    | Alberto Lonfernini                                                                                 | Antonio Lazzaro Volpinari                                                                          |
| 1977 | Octubre  | Giordano Bruno Reffi                                                                               | Tito Masi                                                                                          |
| 1978 | Abril    | Francesco Valli                                                                                    | Enrico Andreoli                                                                                    |
| 1978 | Octubre  | Ermenegildo Gasperoni                                                                              | Adriano Reffi                                                                                      |
| 1979 | Abril    | Marino Bollini                                                                                     | Lino Celli                                                                                         |
| 1979 | Octubre  | Giuseppe Amici                                                                                     | Germano De Biagi                                                                                   |
| 1980 | Abril    | Pietro Chiaruzzi                                                                                   | Primo Marani                                                                                       |
| 1980 | Octubre  | Giancarlo Berardi                                                                                  | Rossano Zafferani                                                                                  |
| 1981 | Abril    | Gastone Pasolini                                                                                   | Maria Lea Pedini Angelini                                                                          |
| 1981 | Octubre  | Mario Rossi                                                                                        | Ubaldo Biordi                                                                                      |
| 1982 | Abril    | Giuseppe Maiani                                                                                    | Marino Venturini                                                                                   |
| 1982 | Octubre  | Libero Barulli                                                                                     | Maurizio Gobbi                                                                                     |
| 1983 | Abril    | Adriano Reffi                                                                                      | Massimo Roberto Rossini                                                                            |
| 1983 | Octubre  | Renzo Renzi                                                                                        | Germano De Biagi                                                                                   |
| 1984 | Abril    | Gloriana Ranocchini                                                                                | Giorgio Crescentini                                                                                |
| 1984 | Octubre  | Marino Bollini                                                                                     | Giuseppe Amici                                                                                     |
| 1985 | Abril    | Enzo Colombini                                                                                     | Severiano Tura                                                                                     |
| 1985 | Octubre  | Pier Paolo Gasperoni                                                                               | Ubaldo Biordi                                                                                      |
| 1986 | Abril    | Marino Venturini                                                                                   | Ariosto Maiani                                                                                     |
| 1986 | Octubre  | Giuseppe Arzilli                                                                                   | Maurizio Tomassoni                                                                                 |
| 1987 | Abril    | Renzo Renzi                                                                                        | Carlo Franciosi                                                                                    |
| 1987 | Octubre  | Rossano Zafferani                                                                                  | Gianfranco Terenzi                                                                                 |
| 1988 | Abril    | Umberto Barulli                                                                                    | Rosolino Martelli                                                                                  |
| 1988 | Octubre  | Luciano Cardelli                                                                                   | Reves Salvatori                                                                                    |
| 1989 | Abril    | Mauro Fiorini                                                                                      | Marino Vagnetti                                                                                    |
| 1989 | Octubre  | Gloriana Ranocchini                                                                                | Leo Achilli                                                                                        |
| 1990 | Abril    | Adalmiro Bartolini                                                                                 | Ottaviano Rossi                                                                                    |
| 1990 | Octubre  | Cesare Gasperoni                                                                                   | Roberto Bucci                                                                                      |
| 1991 | Abril    | Domenico Bernardini                                                                                | Claudio Podeschi                                                                                   |
| 1991 | Octubre  | Edda Ceccoli                                                                                       | Marino Riccardi                                                                                    |
| 1992 | Abril    | Germano De Biagi                                                                                   | Ernesto Benedettini                                                                                |
| 1992 | Octubre  | Romeo Morri                                                                                        | Marino Zanotti                                                                                     |
| 1993 | Abril    | Patrizia Busignani                                                                                 | Salvatore Tonelli                                                                                  |
| 1993 | Octubre  | Gian Luigi Berti                                                                                   | Paride Andreoli                                                                                    |
| 1994 | Abril    | Alberto Cecchetti                                                                                  | Fausto Mularoni                                                                                    |
| 1994 | Octubre  | Renzo Ghiotti                                                                                      | Luciano Ciavatta                                                                                   |
| 1995 | Abril    | Marino Bollini                                                                                     | Settimio Lonfernini                                                                                |
| 1995 | Octubre  | Pier Natalino Mularoni                                                                             | Marino Venturini                                                                                   |
| 1996 | Abril    | Pier Paolo Gasperoni                                                                               | Pietro Bugli                                                                                       |
| 1996 | Octubre  | Maurizio Rattini                                                                                   | Gian Carlo Venturini                                                                               |
| 1997 | Abril    | Paride Andreoli                                                                                    | Pier Marino Mularoni                                                                               |
| 1997 | Octubre  | Luigi Mazza                                                                                        | Marino Zanotti                                                                                     |
| 1998 | Abril    | Alberto Cecchetti                                                                                  | Loris Francini                                                                                     |
| 1998 | Octubre  | Pietro Berti                                                                                       | Paolo Bollini                                                                                      |
| 1999 | Abril    | Antonello Bacciocchi                                                                               | Rosa Zafferani                                                                                     |
| 1999 | Octubre  | Marino Bollini                                                                                     | Giuseppe Arzilli                                                                                   |
| 2000 | Abril    | Maria Domenica Michelotti                                                                          | Gian Marco Marcucci                                                                                |
| 2000 | Octubre  | Gianfranco Terenzi                                                                                 | Enzo Colombini                                                                                     |
| 2001 | Abril    | Luigi Lonfernini                                                                                   | Fabio Berardi                                                                                      |
| 2001 | Octubre  | Alberto Cecchetti                                                                                  | Gino Giovagnoli                                                                                    |
| 2002 | Abril    | Antonio Lazzaro Volpinari                                                                          | Giovanni Francesco Ugolini                                                                         |
| 2002 | Octubre  | Mauro Chiaruzzi                                                                                    | Giuseppe Maria Morganti                                                                            |
| 2003 | Abril    | Pier Marino Menicucci                                                                              | Giovanni Giannoni                                                                                  |
| 2003 | Octubre  | Giovanni Lonfernini                                                                                | Valeria Ciavatta                                                                                   |
| 2004 | Abril    | Paolo Bollini                                                                                      | Marino Riccardi                                                                                    |
| 2004 | Octubre  | Giuseppe Arzilli                                                                                   | Roberto Raschi                                                                                     |
| 2005 | Abril    | Fausta Morganti                                                                                    | Cesare Gasperoni                                                                                   |
| 2005 | Octubre  | Claudio Muccioli                                                                                   | Antonello Bacciocchi                                                                               |
| 2006 | Abril    | Gianfranco Terenzi                                                                                 | Loris Francini                                                                                     |
| 2006 | Octubre  | Antonio Carattoni                                                                                  | Roberto Giorgetti                                                                                  |
| 2007 | Abril    | Alessandro Mancini                                                                                 | Alessandro Rossi                                                                                   |
| 2007 | Octubre  | Mirko Tomassoni                                                                                    | Alberto Selva                                                                                      |
| 2008 | Abril    | Rosa Zafferani                                                                                     | Federico Pedini Amati                                                                              |
| 2008 | Octubre  | Ernesto Benedettini                                                                                | Assunta Meloni                                                                                     |
| 2009 | Abril    | Oscar Mina                                                                                         | Massimo Cenci                                                                                      |
| 2009 | Octubre  | Stefano Palmieri                                                                                   | Francesco Mussoni                                                                                  |
| 2010 | Abril    | Marco Conti                                                                                        | Glauco Sansovini                                                                                   |
| 2010 | Octubre  | Giovanni Francesco Ugolini                                                                         | Andrea Zafferani                                                                                   |
| 2011 | Abril    | Maria Luisa Berti                                                                                  | Filippo Tamagnini                                                                                  |
| 2011 | Octubre  | Gabriele Gatti                                                                                     | Matteo Fiorini                                                                                     |
| 2012 | Abril    | Italo Righi                                                                                        | Maurizio Rattini                                                                                   |
| 2012 | Octubre  | Teodoro Lonfernini                                                                                 | Denise Bronzetti                                                                                   |
| 2013 | Abril    | Antonella Mularoni                                                                                 | Denis Amici                                                                                        |
| 2013 | Octubre  | Gian Carlo Capicchioni                                                                             | Anna Maria Muccioli                                                                                |
| 2014 | Abril    | Valeria Ciavatta                                                                                   | Luca Beccari                                                                                       |
| 2014 | Octubre  | Gianfranco Terenzi                                                                                 | Guerrino Zanotti                                                                                   |
| 2015 | Abril    | Andrea Belluzzi                                                                                    | Roberto Venturini                                                                                  |
| 2015 | Octubre  | Lorella Stefanelli                                                                                 | Nicola Renzi                                                                                       |
| 2016 | Abril    | Massimo Andrea Ugolini                                                                             | Gian Nicola Berti                                                                                  |
| 2016 | Octubre  | Marino Riccardi                                                                                    | Fabio Berardi                                                                                      |
| 2017 | Abril    | Mimma Zavoli                                                                                       | Vanessa D'Ambrosio                                                                                 |
| 2017 | Octubre  | Enrico Carattoni                                                                                   | Matteo Fiorini                                                                                     |
| 2018 | Abril    | Stefano Palmieri                                                                                   | Matteo Ciacci                                                                                      |
| 2018 | Octubre  | Mirko Tomassoni                                                                                    | Luca Santolini                                                                                     |
| 2019 | Abril    | Nicola Selva                                                                                       | Michele Muratori                                                                                   |
| 2019 | Octubre  | Luca Boschi                                                                                        | Mariella Mularoni                                                                                  |
| 2020 | Abril    | Alessandro Mancini                                                                                 | Grazia Zafferani                                                                                   |
| 2020 | Octubre  | Alessandro Cardelli                                                                                | Mirko Dolcini                                                                                      |
| 2021 | Abril    | Gian Carlo Venturini                                                                               | Marco Nicolini                                                                                     |
| 2021 | Octubre  | Francesco Mussoni                                                                                  | Giacomo Simoncini                                                                                  |
| 2022 | Abril    | Oscar Mina                                                                                         | Paolo Rondelli                                                                                     |
| 2022 | Octubre  | Maria Luisa Berti                                                                                  | Manuel Ciavatta                                                                                    |
| 2023 | Abril    | Alessandro Scarano                                                                                 | Adele Tonnini                                                                                      |
| 2023 | Octubre  | Filippo Tamagnini                                                                                  | Gaetano Troina                                                                                     |
| 2024 | Abril    | Alessandro Rossi                                                                                   | Milena Gasperoni                                                                                   |
| 2024 | Octubre  | Dalibor Riccardi                                                                                   | Francesca Civerchia                                                                                |
| 2025 | Abril    | Denise Bronzetti                                                                                   | Italo Righi                                                                                        |
| 2025 | Octubre  | | |

Nota:
¹ A menos que se indique lo contrario, el mandato semestral de los capitanes regentes empieza el primer día del mes indicado (1 de abril o 1 de octubre).